# Antonio Vivarini

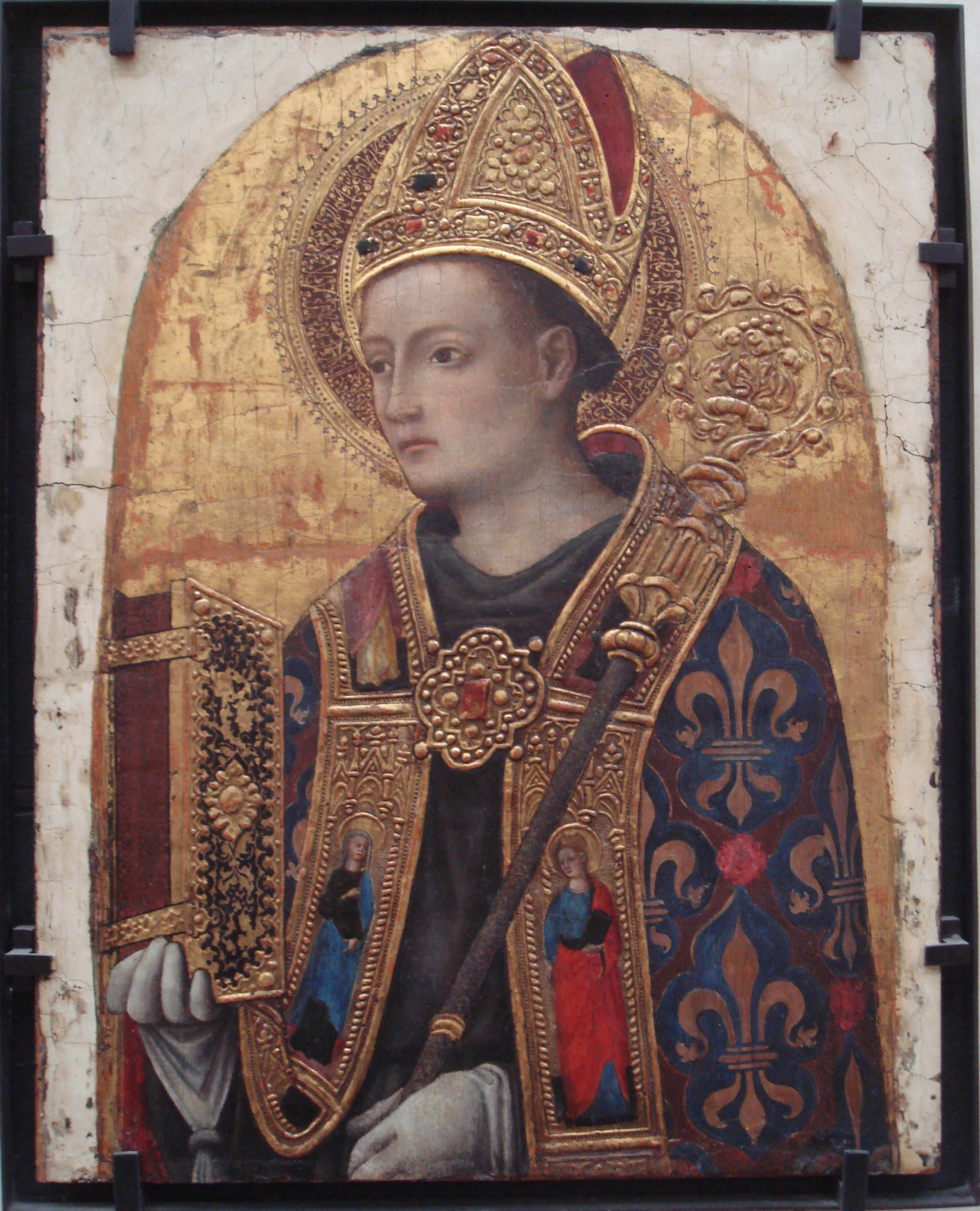
Antonio Vivarini

Antonio Vivarini (Antonio da Murano) (1440–1480) foi um pintor veneziano do começo da Renascença. Parece ter sido o primeiro de uma família de pintores, incluindo seu irmão Bartolomeo e seu filho, Alvise Vivarini.
Ele inicialmente treinou com Andrea da Murano, e seus trabalhos mostram a influência de Gentile da Fabriano. Seu mais antigo trabalho, um altar para a Accademia é de 1440. Trabalhou na companhia de seu irmão Giovanni d'Alemagna e de seu irmão mais novo, Bartolomeo Vivarini. Foi levemente influenciado por Mantegna. 
Suas obras estão hoje expostas na Accademia e outra na Galeria Nacional de Londres. 